# Football Club Tokyo
O Football Club Tokyo (フットボールクラブ東京, Futtobōru Kurabu Tōkyō), comumente chamado de F.C. Tokyo (FC東京, Efushī Tōkyō), é uma equipe profissional de futebol sediado em Chofu, dentro da região metropolitana de Tóquio. Em 2024 a equipe disputa a J.League, primeira divisão do futebol japonês.

## História

Escudo utilizado até a temporada 2023.

O time começou em 1935 como um time de companhia, como a maioria dos clubes japoneses, sendo chamado de Tokyo Gas Football Club vinculado à empresa fornecedora de gás natural para a região de Tóquio. Começou participando da Liga de Tóquio e depois promovido à liga de Kanto, em 1986, onde obteve o 4º lugar. Sua primeira aparição no cenário nacional foi em 1991 quando participou da última edição da "Japan Soccer League".
Em 1999, companhias como a Tokyo Gas, TEPCO, AMPM, TV Tokyo e o Clube de Conveniência Cultural se uniram e fundaram o Tokyo Football Club Company, buscando uma equipe apta a disputar a 1ª divisão. Em 1999 o clube mudou seu nome para Football Club Tokyo e disputou a J2 League (Segunda divisão), além de eliminar três clubes da J1 League na Copa da J. League, chegando às semifinais. No mesmo ano foi 2º colocado na J2 League e conquistou o acesso à primeira divisão. Na elite, em 2000, estreou com um 7º lugar.
Em 2010, a equipe foi rebaixada para a 2ª divisão pela primeira vez em 11 anos, após perder por 2 a 0 para o Kyoto Sanga. Em 2011, como membro da 2ª divisão, depois de ser semifinalista em três ocasiões, o Tokyo se consagrou campeão da Copa do Imperador.

## Estádio
F. C. Tokyo usa Ajinomoto Stadium como a sua casa (o nome oficial deste estádio é Estádio de Tóquio). Por um longo tempo ele não teve um estádio próprio e jogou em vários estádios, como o Olímpico de Tóquio, Ajinomoto Field Nishigaoka, Edogawa Stadium, e o Komazawa Olympic Park Stadium, mas em 2001 ele finalmente encontrou um lar permanente. Os campos de treinamento do clube são Sarue Ground, em Koto, Tóquio e Kodaira Ground, em Kodaira, Tóquio.

## Rivalidades
O grande rival do FC Tokyo é o Tokyo Verdy (que era originalmente de Kawazaki), outra equipe que carrega o nome da capital japonesa, e o confronto entre os dois naturalmente passou a ser chamado de "Dérbi de Tóquio". Por conta da diferença de divisões, os clubes chegaram a ficar 12 anos sem se enfrentar, até 2023, quando se encontraram pela Copa do Imperador.
Outro grande rival do FC Tokyo é o Kawasaki Frontale, da cidade vizinha Kawasaki, que faz parte da Região Metropolitana de Tóquio. Kawasaki está separada da cidade de Tóquio de fato apenas pelo Rio Tama e por este motivo o confronto entre os dois clubes é chamado de "Clássico do Rio Tama" (Tamagawa Clasico, em japonês) e é hoje considerado o principal clássico envolvendo uma equipe da capital japonesa. Em 15 de Maio de 2023 as duas equipes se enfrentaram em comemoração aos 30 anos da primeira partida da J. League, com vitória do Tokyo por 2 a 1, diante de um público de 56.705 pessoas.

## Símbolos

### Mascote
O mascote do clube é o Tóquio Dorampa, um cão-guaxinim japonês, adotado em comemoração ao 10º aniversário de fundação do clube, aparecendo pela 1ª vez na abertura da temporada de 2009.

### Uniformes

#### Uniformes atuais
| 1º Uniforme | 2º Uniforme | AFC Champions League 1º | AFC Champions League 2º |

#### Uniformes anteriores
- 2019

| 1º Uniforme | 2º Uniforme |

- 2018

| 1º Uniforme | 2º Uniforme | 20 Anos |

- 2017

| 1º Uniforme | 2º Uniforme |

- 2016

| 1º Uniforme | 2º Uniforme |

- 2015

| 1º Uniforme | 2º Uniforme |

## Títulos
| INTERCONTINENTAIS | INTERCONTINENTAIS               | INTERCONTINENTAIS | INTERCONTINENTAIS |
|                   | Competição                      | Títulos           | Temporadas        |
| ----------------- | ------------------------------- | ----------------- | ----------------- |
|                   | Copa Suruga Bank                | 1                 | 2010              |
| NACIONAIS         |                                 |                   |                   |
|                   | Competição                      | Títulos           | Temporadas        |
| Japão             | Copa do Imperador               | 1                 | 2011              |
| Japão             | Copa da Liga Japonesa           | 3                 | 2004, 2009 e 2020 |
| Japão             | Campeonato Japonês - 2ª Divisão | 1                 | 2011              |

 Campeão Invicto